# Arbeitsgericht Naila
Das Arbeitsgericht Naila war ein bayerisches Arbeitsgericht mit Sitz in Naila.

## Geschichte
Gemäß Arbeitsgerichtsgesetz vom 23. Dezember 1926 wurden in Deutschland Arbeitsgerichte gebildet. Diese waren nur in der ersten Instanz organisatorisch selbstständige Gerichte, die Landesarbeitsgerichte waren den Landgerichten zugeordnet. Am Landgericht Hof entstand so 1927 das Landesarbeitsgericht Hof als eines von 23 Landesarbeitsgerichten in Bayern. In Naila entstand das Arbeitsgericht Naila als eines von drei Arbeitsgerichten des Landesarbeitsgerichts. Sein Sprengel umfasste den Gerichtsbezirk des Amtsgerichts Naila. Es bestand eine allgemeine Kammer für Arbeiter und Angestellte und eine Kammer für das Handwerk.
Bereits 1929 wurde die Zahl der Arbeitsgerichte deutlich reduziert. Das Landesarbeitsgericht Hof wurde aufgehoben, seine Aufgaben übernahm das Landesarbeitsgericht Bamberg. Auch das Arbeitsgericht Naila wurde aufgehoben, seine Aufgaben übernahm das Arbeitsgericht Hof.